# Broad arrow

Une flèche large stylisée

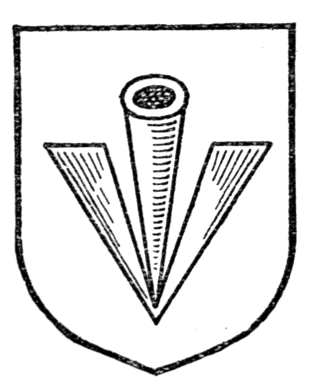
Flèche large héraldique à ardillons lisses

Phéon dans les armoiries de la famille Sidney de Penshurst : Ou pheon d'azur

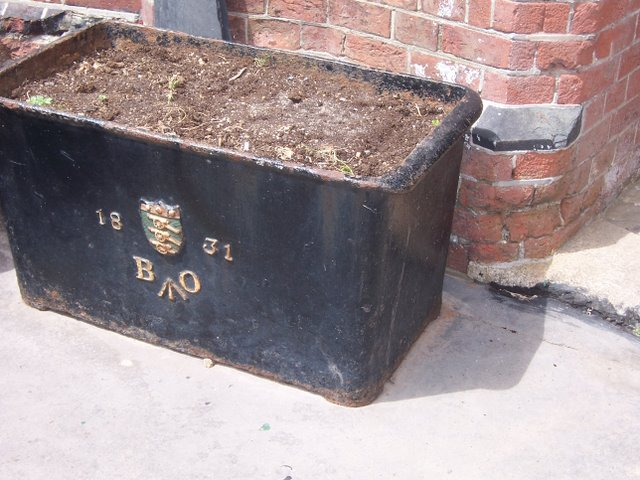
Boîte à munitions datée de 1831, portant les armoiries, les initiales et la broad arrow du Board of Ordnance.

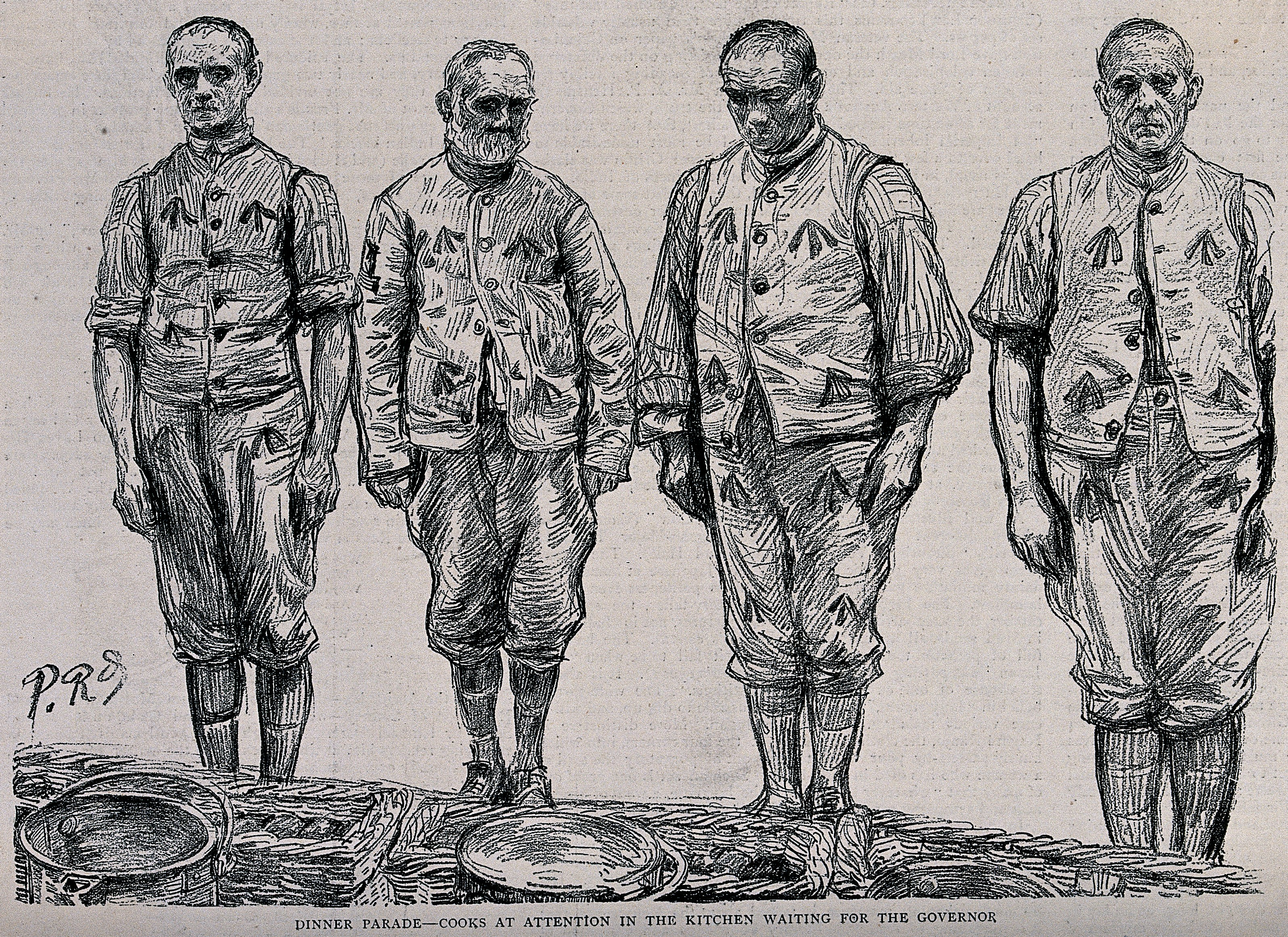
Condamnés britanniques en uniforme portant la broad arrow: gravure de la fin du XIXe siècle

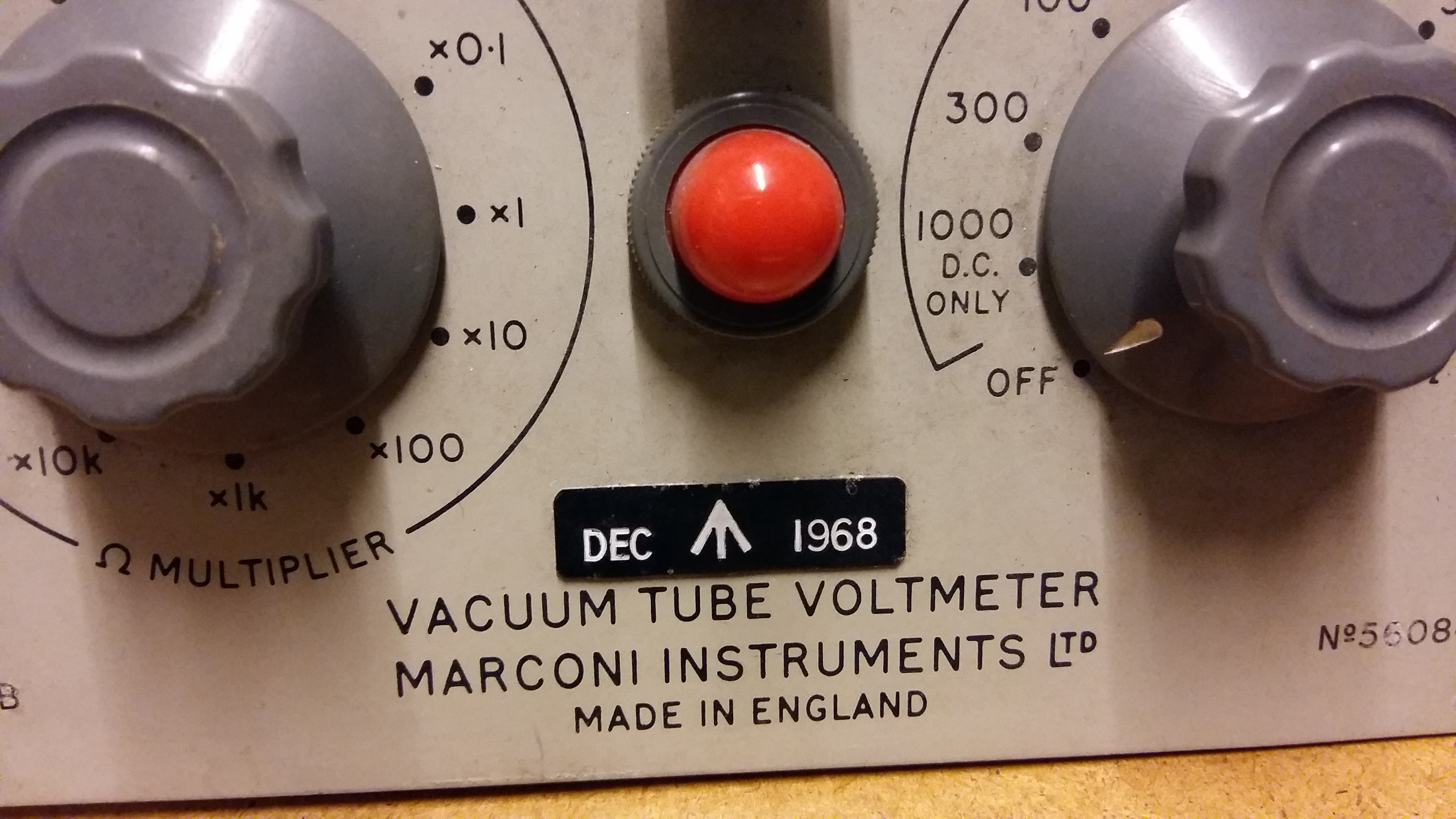
Une broad arrow sur un voltmètre à vanne Marconi TF1041B, indiquant la propriété du ministère de la Défense

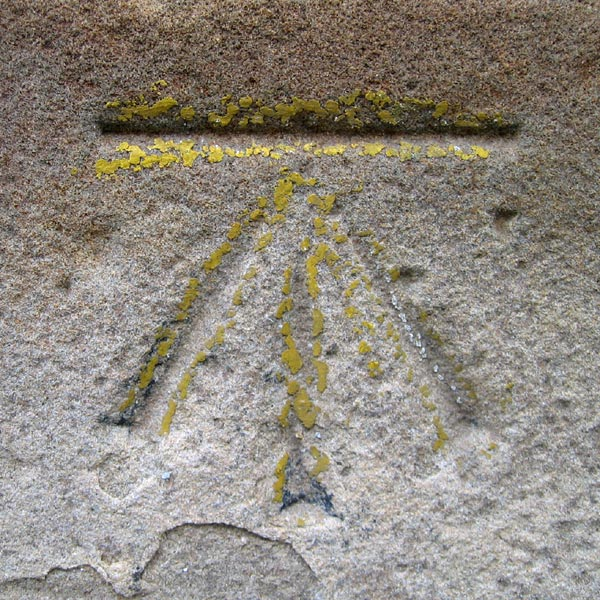
Un point géodésique de l'Ordnance Survey au Royaume-Uni

La broad arrow (flèche large), dont le phéon est une variante, est une représentation stylisée d'une pointe de flèche en métal, comprenant une soie et deux ardillons se rejoignant en un point. C'est un symbole utilisé traditionnellement en héraldique, notamment en Angleterre, puis par le gouvernement britannique pour marquer la propriété du gouvernement. Il est devenu particulièrement associé au Board of Ordnance, puis au département de la Guerre du Royaume-Uni et au ministère de la Défense. Il a été exporté vers d'autres parties de l'Empire britannique, où il a été utilisé dans des contextes officiels similaires.
En héraldique, la pointe de la flèche est généralement dirigée vers le bas, alors que dans d'autres contextes, elle est généralement orientée vers le haut.

## En héraldique
La broad arrow en tant que dispositif héraldique comprend une soie à deux lames convergentes, ou ardillons. Lorsque ces barbes sont déchiquetées sur leurs bords intérieurs, le dispositif peut être appelé phéon. Le Woodward's Treatise on Heraldry: British and Foreign with English and French Glossaries (1892), établit la distinction suivante: A BROAD ARROW and a PHEON are represented similarly, except that the Pheon has its inner edges jagged, or engrailed, une grande flèche et un phéon sont représentés de la même manière, à l'exception du fait que le phéon a ses bords intérieurs déchiquetés ou gravés". Le Glossary of Terms Used in Heraldry de Parker  (1894) stipule de même: "A broad arrow differs somewhat ... and resembles a pheon, except in the omission of the jagged edge on the inside of the barbs."  Cependant pour AC Fox-Davies, dans son Complete Guide to Heraldry (1909), cette distinction n'est pas très stricte.
Le phéon figure en bonne place dans les armoiries de la famille Sidney de Penshurst, puis dans les armoiries du Sidney Sussex College de Cambridge et du Hampden – Sydney College en Virginie. La lettre d'information des alumni de Sidney Sussex est intitulée Pheon.

## Marque de propriété du gouvernement britannique
La broad arrow était utilisée en Angleterre (et plus tard en Grande-Bretagne), apparemment à partir du début du XIV, et plus largement à partir du XVI, pour marquer des objets achetés avec l'argent du monarque ou pour indiquer une propriété du gouvernement. Il est devenu particulièrement associé au Board of Ordnance, dont le rôle principal était de fournir armes à feu, munitions, fournitures et matériel à la Royal Navy.

### Origines
Les origines de la broad arrow utilisée par le Board of Ordnance sont discutées. Le symbole est largement supposé provenir du phéon dans les armes de la famille Sidney, sous l’influence de Sir Philip Sidney, qui a été Master-General of the Ordnance en 1585-1586; ou celui de son petit-neveu, Henry Sidney, 1er comte de Romney, qui a été maître général de 1693 à 1702 ,, Cependant, comme l’a noté l'Oxford English Dictionary, Il a été impossible de fournir des  preuves de cela, car l’utilisation du dispositif est antérieure à l’association de Sidney avec le Board.
La première utilisation connue du symbole dans ce qui semble être un titre officiel date de 1330, sur le sceau utilisé par Richard de la Pole en tant que butler, maître d'hôtel du roi Édouard III,. En 1383, il est écrit qu'un membre de l'état-major, ayant choisi une pipe de vin à l'usage du roi, " signo regio capiti sagitte consimili signavit " ("l'a marquée du signe royal en forme de flèche"). En 1386, Thomas Stokes fut condamné par la cour des échevin de Londres à se tenir pendant une heure au pilori pour s'être fait passer pour officier de la maison royale, rôle par lequel il avait pu réquisitionner plusieurs tonneaux de bière avec un symbole appelé "arewehead". Le dispositif a également été utilisé aux XV et XVI comme marque d'analyse pour l'étain.
Une théorie alternative est que le dispositif utilisé dans les munitions et propriétés navales était à l'origine une version simplifiée et corrompue de l'image d'une ancre. Ainsi, les "Instructions for marking of Timber for His Majesty's Navy" publié en 1609 ordonne:

« ... the sayde Commissioners to marke the same [selected trees] with an axe bearing His Maj[esty's] letters and an anker to distinguishe them from the rest as appropriated to His Majestys Navye lest in the general sale they should bee soulde away. »

### Utilisation ultérieure
Une lettre envoyée par Thomas Gresham au Privy Council en 1554, concernant l'envoi de 50 caisses de réaux espagnols de Séville à l'Angleterre, expliquait que chaque caisse était marquée d'une broad arrow et numérotée de 1 à 50
Une proclamation de Charles Ier publiée en 1627 ordonna que le tabac importé en Angleterre de plantations non anglaises soit scellé avec "a seale engraven with a broad Arrow and a Portcullice" .
Une proclamation publiée par Charles II en 1661 en fait mention: 

« And His Majesty doth further command, That on all other Stores, Where it may be done without prejudice to the said Stores, or Charge to His Majesty, as Nails, Spikes, and other the like Stores, that the broad Arrow be put on some part of the same, whether by Stamp, Brand, or other way, as shall be particularly directed by the principal Officers and Commissioners of His Majesties Navy, to whom the care thereof is committed. »

Un décret en conseil de 1664, relatif à la réquisition de navires de commerce à usage naval, autorisait de la même manière les commissaires de la marine "to put the broad arrow on any ship in the River they had a mind to hire, and fit them out for sea", à placer la broad arrow sur tout navire de la rivière qu’ils avaient l’intention de louer, et à les équiper en mer ";  alors que la loi de 1697 sur le détournement de magasins publics (Embezzlement of Public Stores Act 1697, 9 Will. 3, c. 41) cherchait à empêcher le vol de biens militaires et navals en interdisant à toute personne autre que des entrepreneurs officiels de marquer "any Stores of War or Naval Stores whatsoever, with the Marks usually used to and marked upon His Majesties said Warlike and Naval or Ordnance Stores; ... [including] any other Stores with the Broad Arrow by Stamp Brand or otherwise ".
Du XVIIIe au XXe siècle, la Broad Arrow apparaissait régulièrement sur les caisses et équipements militaires tels que les cantines, les baïonnettes et les fusils. Elle a été couramment utilisée sur les uniformes des prisons britanniques à partir des années 1830 environ . Surplombée d’une ligne horizontale, elle a été largement utilisée sur les points géodésique de l'Ordnance Survey. Les pays du Commonwealth ont également utilisé le Broad Arrow.
Après la disparition du Board of Ordnance en 1855, le département de la Guerre et (à partir de 1964) le ministère de la Défense continuèrent à utiliser la marque.
Au Royaume-Uni, reproduire la Broad Arrow sans autorisation est alors une infraction pénale (de la même manière que de reproduire des poinçons constitue un délit). L'article 4 du Public Stores Act 1875  sur les magasins publics interdit l'utilisation du Broad Arrow sur toute marchandise sans autorisation,.

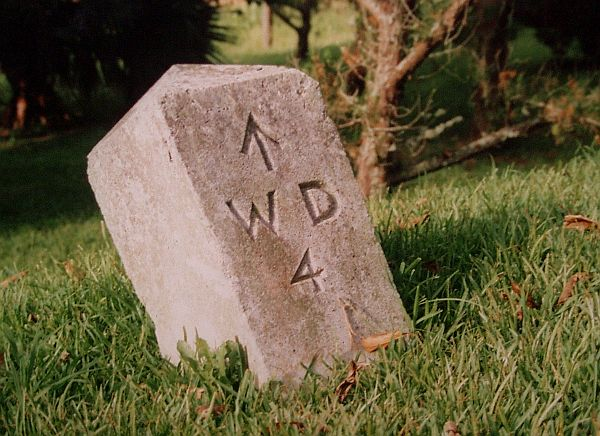
Borne War Department Ordnance Survey, Bermudes

## Dans les colonies américaines
Les Britanniques utilisaient la Broad Arrow pour marquer les arbres (pin blanc) destinés à la construction navale en Amérique du Nord à l’époque coloniale. Trois impacts de hache, ressemblant à une tête de flèche et un trait, étaient imprimés sur de grands arbres de mâture. Le martelage de la Broad Arrow a pris une tournure plus officielle en 1691 lorsque la Charte du Massachusetts, a été modifiée incluant une clause de préservation des bois de mâture:

« ... for better providing and furnishing of Masts for our Royal Navy wee do hereby reserve to us ... ALL trees of the diameter of 24 inches and upward at 12 inches from the ground, growing upon any soils or tracts of land within our said Province or Territory not heretofore granted to any private person. We...forbid all persons whatsoever from felling, cutting or destroying any such trees without the royal license from us. »

Au départ, l'Angleterre importait le bois de mâture des États baltes, mais il s'agissait d'un commerce coûteux, long et politiquement déloyal. La politique navale britannique de l'époque visait à  maintenir la route commerciale vers les pays baltes. Le bois de la Baltique devenant de moins en moins attrayant, le regard de l’Amirauté se tourna vers les colonies. Les colons accordèrent peu d’attention à la Charter's Mast Preservation Clause, la clause de la Charte relative à la préservation du mât, et la récolte des arbres s’accrut au détriment des arbres protégés par la Broad Arrow. Cependant, à mesure que les importations de la Baltique diminuaient, et que le commerce du bois britannique dépendait de plus en plus des arbres d'Amérique du Nord, l'application des politiques en matière de Broad Arrow s'intensifia. Les personnes nommées au poste d'arpenteur général (surveyor) des bois de Sa Majesté étaient chargées de la sélection, du marquage et de l'enregistrement des arbres, ainsi qu'au maintien de l'ordre et la mise en application de l'interdiction de coupe des arbres protégés. Ce processus était ouvert aux abus, et le monopole britannique était très impopulaire auprès des colons. Une des raisons en était que beaucoup d'arbres protégés se trouvaient sur des terres appartenant à des villes ou à des propriétaires privés.
Les colons ne pouvaient vendre le bois de mâture qu'aux Britanniques, mais ils étaient nettement sous-payés pour le bois d'œuvre. Même s'il était illégal pour les colons de vendre à des ennemis de la Couronne, les Français et les Espagnols étaient également sur le marché des mâts et en payaient un bien meilleur prix. Les lois de 1711, 1722 et 1772 (Timber for the Navy Act 1772) ont finalement étendu la protection à des arbres de 12 pouces de diamètre, ce qui aboutit cette année là au Pine Tree Riot. Ce fut l'un des premiers actes de rébellion des colons américains ayant conduit à la Révolution américaine en 1775. Un drapeau portant un pin blanc (Pine Tree Flag) aurait été arboré à la bataille de Bunker Hill.

## En Australie

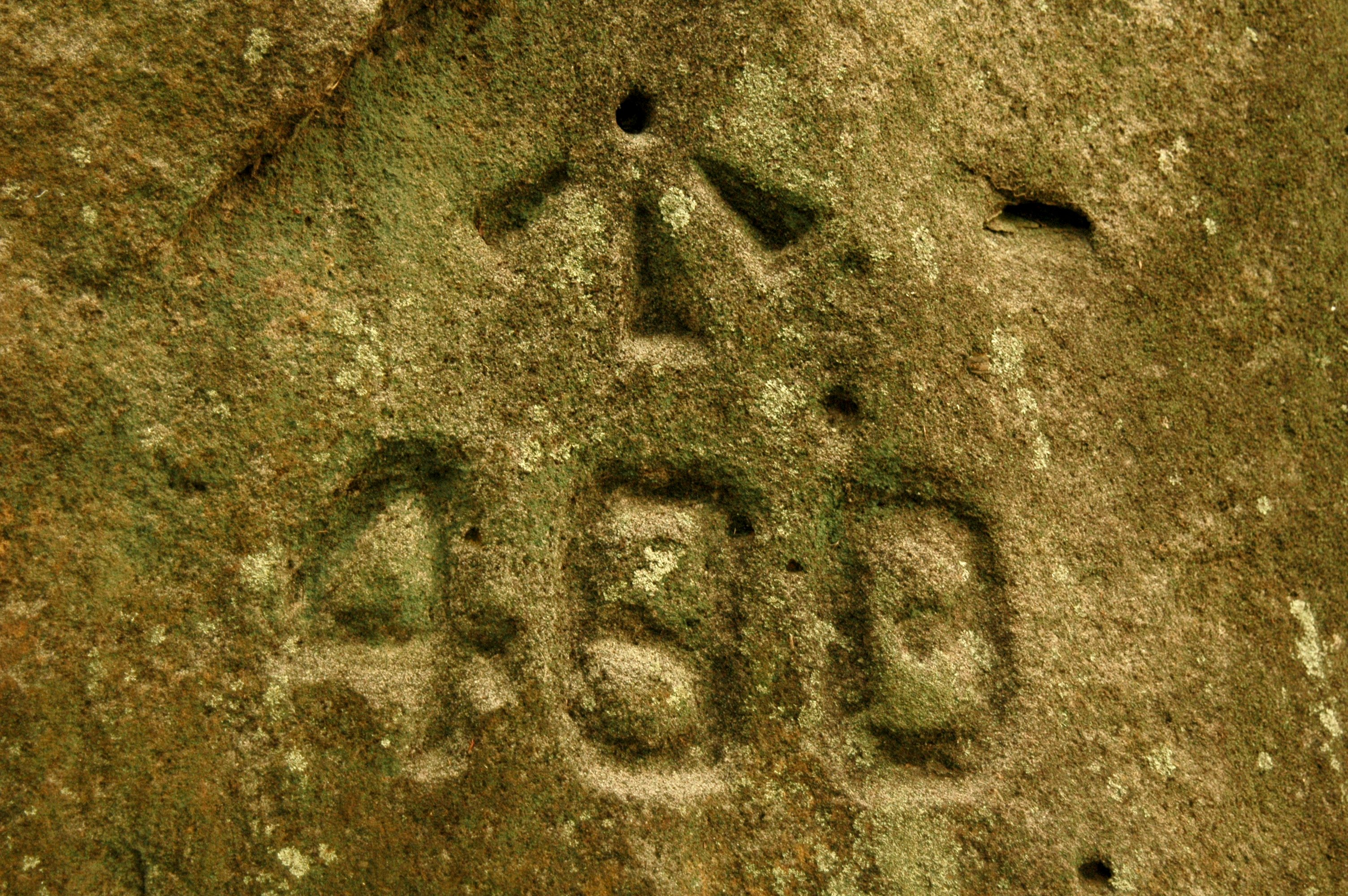
Indice de référence de 1829 environ sur la ligne de la route du Grand Nord, Sydney, Australie

La Broad Arrow a été utilisée pour désigner la propriété gouvernementale dans les colonies australiennes , depuis les premiers temps de la colonisation , jusque bien après l'établissement de la fédération. L’expédition du Nord-Ouest du Queensland, parrainée et menée par le gouvernement de William Oswald Hodgkinson, a utilisé la Broad Arrow pour marquer les arbres le long du parcours de l’expédition. La Broad Arrow a été également utilisée sur les marqueurs d’arpentage. On peut encore la voir sur certaines propriétés militaires australiennes. La Broad Arrow est également toujours utilisée pour marquer les arbres comme propriété de la Couronne, et pour les protéger contre toutes utilisations non autorisées.
À Victoria, en Australie, par exemple, la partie 4 du règlement de 2009 sur les forêts (Licences and Permits) stipule qu'un agent autorisé seul peut utiliser la Broad Arrow ... pour marquer les arbres d'une zone de récolte de bois qui ne doivent pas être abattus; ou indiquer les produits forestiers saisis en vertu de la loi; ou indiquer que les produits forestiers légalement coupés ou obtenus, ne doivent pas être enlevés avant que la marque ne soit effacée par la marque de la Couronne par un agent autorisé . L’armée australienne utilise actuellement la Broad Arrow pour désigner les biens appartenant au département de la Défense.
La marque n'était pas largement utilisée pour les vêtements de condamnés en Australie au début de la déportation, car les uniformes fournis par le gouvernement étaient rares. Le Board of Ordnance en prit possession dans les années 1820 et, à partir de cette époque, les uniformes étaient généralement marqués de la Broad Arrow  y compris les uniformes dits "de pie " . Dans un article publié en 1827, Peter Miller Cunningham décrit les détenus australiens vêtus de robes et pantalons de laine blanche Paramatta, ou de vestes grises et jaunes avec une combinaison de coutil (les différents styles vestimentaires dénotant l’ancienneté des arrivants) et dessus avec des Broad Arrow, PB, CB et divers chiffres en noir, blanc et rouge. En 1859, Caroline Leakey, écrivant sous le nom de plume "Oliné Keese", publia un récit fictif de l'expérience du condamné intitulé The Broad Arrow: Being Passages from the History of Maida Gwynnham, a Lifer.

## En Inde

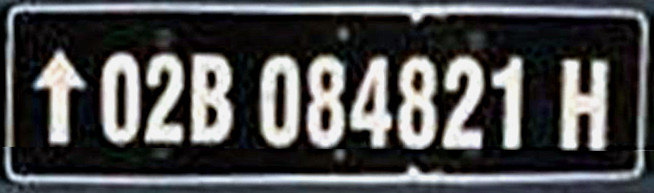
Plaque d'immatriculation d'un véhicule militaire indien

Le symbole était utilisé dans l'Inde coloniale et continue de l'être dans l'Inde moderne sur des plaques d'immatriculation de véhicules militaires, bien que le symbole utilisé soit une flèche typographique standard pointant vers le haut plutôt qu'une véritable Broad Arrow.

## Dans la caractérisation des moteurs à combustion interne
Les moteurs à combustion interne multicylindres ont leurs groupes de cylindres disposés de différentes manières. S'il n'y a que deux cylindres, ils peuvent être alignés, opposés ou inclinés, ce dernier étant souvent décrit comme un agencement en vé (en V). Lorsqu'il y a plus de deux cylindres, ils sont soit disposés radialement, soit alignés, soit en groupes alignés. Ainsi, un moteur V-6 comporte deux rangées de trois cylindres formant un angle entraînant un vilebrequin commun, un V-12 à deux groupes de six en ligne.
Les Moteur avec cylindres en W (Broad Arrow engine) sont divisés en trois groupes, l’un vertical et les deux autres, coudés de manière symétrique à moins de 90° de chaque côté. Le moteur Anzani 3 cylindres refroidis à l'air, de l'ère des pionniers de l'aviation, et plus tard le britannique Napier Lion 12 cylindres de l'« âge d' or de l' aviation », pouvaient être dit avoir cette disposition quand vu de face.